# John Kidde-Hansen
John Kidde-Hansen (født 1. maj 1946 i Sønderborg) er en dansk officer og kammerherre, der er slotsforvalter på Fredensborg Slot.

## Biografi
Han er søn af direktør Carsten Kidde-Hansen og hustru. Kidde-Hansen er oberst og var indtil 2006, hvor han fyldte 60 år, chef for Gardehusarregimentet. Han blev dernæst ansat som slotsforvalter og afløste i denne funktion den tidligere chef for Den Kongelige Livgarde Niels Christian Eigtved. I 2004 blev han kammerherre.

## Ordener
- Kommandør af Dannebrogordenen (2001)
- Dannebrogordenens Hæderstegn (2018)
- Erindringsmedaillen i anledning af Hendes Majestæt Dronningens 70 års fødselsdag
- Erindringsmedaillen i anledning af Hans Kongelige Højhed Prinsgemalens 75 års fødselsdag
- Hæderstegnet for god tjeneste ved hæren
- Finlands Løves Orden
- Forbundsrepublikken Tysklands Fortjenstorden
- Fortjenst Orden
- Nordstjerneordenen
- Phønix Ordenen
- Sydkorsorden
- United Nations Force in Cypres